# Volker Struth
Volker Struth (* 10. März 1966) ist ein deutscher Unternehmer und insbesondere als Spielerberater und -vermittler im Profifußball bekannt.

## Werdegang
Struth kam als Sohn einer minderjährigen, aus Polen stammenden Mutter zur Welt, die später alkoholkrank starb. Seinen Vater lernte er kaum kennen. Struth wuchs in einfachen Verhältnissen in Pulheim auf, er wurde von seiner Großmutter, die er als „seine Heldin“ bezeichnete, großgezogen. Struth spielte Fußball im Amateurbereich.
Nach der Realschule durchlief er eine Lehre zum Zimmermann und ließ sich später zum Industriekaufmann umschulen. 1994 gründete er ein Unternehmen, mit dem er Bürobedarf vertrieb. Er führte die Geschäfte zunächst vom Keller des Hauses seines Schwiegervaters aus und nutzte eine Garage als Lagerstätte. Das Unternehmen gehörte laut Focus „zu den umsatzstärksten Deutschlands“. Mit zwei weiteren Unternehmen erdachte und vertrieb er im Kölner Karneval mit Sprüchen versehene Schals sowie Zubehör für Fußballanhänger und verkaufte vor und während der Fußball-Weltmeisterschaft 2006 europaweit hunderttausende Autofahnen. Des Weiteren führte er Veranstaltungen durch, darunter in Köln ein an das Münchener Oktoberfest angelehntes Volksfest. Struth wurde durch seine unternehmerischen Tätigkeiten eigener Angabe nach Millionär.
Fußballmanager Reiner Calmund, den Struth als „väterlichen Freund“ einordnete, überredete ihn 2007, als Spielerberater ins Fußballgeschäft einzusteigen. Struth gründete 2007 das Unternehmen SportsTotal, mit dem er fortan Berufsfußballspieler beriet und vermittelte. 2010 veräußerte er für einen Preis von 100 000 Euro 33 Prozent der Unternehmensanteile an Dirk Hebel. Später gingen laut Struth für seine Firma Übernahmeangebote im zweifachen Millionenbereich ein, die er aber ablehnte. Struth wurde laut WDR zu einem „der erfolgreichsten Spielerberater des deutschen Profifußballs“. Zu den bekannten Spielern, die er in seinem Unternehmen zu seinen Kunden zählt beziehungsweise zählte, gehören Toni Kroos, Mario Götze, Marco Reus, Lars Stindl, Benedikt Höwedes, Eren Derdiyok, Niklas Süle und Dayot Upamecano. Auch Trainer Julian Nagelsmann wird von Struths Unternehmen vertreten. In der 2018 von der Zeitschrift Forbes veröffentlichten Rangliste der Spielerberater im weltweiten Berufssport, die die höchsten Einnahmen erzielen, stand Struth auf dem achten Platz, unter den Beratern im Fußballsport war er demnach derjenige mit den weltweit vierthöchsten Einnahmen und der höchstplatzierte deutsche Spielerberater. Struth hat sich mehreren Herzoperationen unterziehen müssen und litt unter Depressionen.
2021 erschien sein zusammen mit dem Sportjournalisten Ronald Reng verfasstes autobiografisches Buch Meine Spielzüge. Aus der Kohlensiedlung zum erfolgreichsten Spielerberater Deutschlands.

## Veröffentlichungen
- Meine Spielzüge. Aus der Kohlensiedlung zum erfolgreichsten Spielerberater Deutschlands. Piper, München 2021, ISBN 978-3-492-07096-6